# Windows Embedded CE 6.0
Windows Embedded CE 6.0(代號"Yamazaki")，是第6個版本的微軟的內嵌式作業系統，可提供智能手机與PDA使用。2006年11月1日釋出，包含部份的原始碼（partial source code），并使现有的Platform Builder集成开发环境（IDE）成为Visual Studio 2005的一个插件。
Windows Embedded CE 6.0重新設計的內核，支持最多32768个进程，远多于上一版的32个。每个进程的虚拟内存空间也从上一版32MB提高到2GB。 
Windows Embedded CE 6.0還是Windows Phone 7的基礎，代號為“Photon”。

## 特色
Windows CE 6.0這個版本在核心部分較Windows CE 5.0有很大的進步：
- 所有系統元件都由EXE改為DLL，並移到kernel space。
- 全新設計的虛擬記憶體架構，虛擬位址空間提高為每個程序2 GB的位址空間。
- 全新的裝置驅動程式架構，同時支持User Mode與Kernel Mode兩種驅動程式。
- 突破只能執行 32 個工作元（process）的限制，可以執行 32768 個工作元。
- 每一工作元的的虛擬記憶體限制由32 M 增加到全系統總虛擬記憶體。
- Platform Builder IDE 整合到 Microsoft Visual Studio 2005。
- 新的安全架構，確保只有被信任的軟體可以在系統中執行。
- UDF2.5 檔案系統。
- 支持802.11i（WPA2）及802.11e（QoS）等無線規格，及多重 radio support。
- 支持 x86, ARM, SH4, MIPS 等各種處理器。
- 提供新的 Cellcore components 使系統在行動電話網路中更容易建立資料連結及啟動通話。

## 程式碼差異
Windows CE 5.0 或更早的版本使用MapCallerPtr來控制IOCTLs，6.0以後使用CeOpenCallerBuffer來控制驅動程式。

## 外部連結
- History of Windows CE （页面存档备份，存于），by HPC:Factor with screenshots of the various versions.
- Bor-Ming Hsieh and Sue Loh: 3rd Generation Kernel for Windows CE （页面存档备份，存于） — Channel 9 Interview.
- Juggs Ravalia: Windows Embedded CE 6.0 Device Driver Model （页面存档备份，存于） — Channel 9 Interview.
- （页面存档备份，存于） — Mike Hall's WEBlog.
- — Jason Browne's Windows Embedded CE 6.0 Blog.

1. 1 2  . Microsoft Support. Microsoft.   [February 6, 2015]. （原始内容存档于2018-03-19）.